# Olivehurst (Kalifornija)
Olivehurst je naseljeno područje za statističke svrhe u američkoj saveznoj državi Kalifornija. Prema popisu stanovništva iz 2010. u njemu je živjelo 13.656 stanovnika.